# Alessio Sundas
Alessio Sundas, né le 2 décembre 1972 à Marliana, est un agent de joueurs et un entrepreneur italien. En 2007, il fonde la société de management sportif Sport Man,.

## Biographie
Alessio Sundas né à Pistoia. Il obtient un diplôme de physiothérapeute spécialisé dans le sport avec une licence pour opérer les ligaments. Sundas obtient ensuite un diplôme en marketing et communication à Milan.
En 2000, il commence sa carrière dans le football en tant qu'agent. Il fonde la société de gestion sportive Sport Man en 2010 dont la mission est de repérer les footballeurs amateurs pour jouer au niveau professionnel.
Il gère le transfert d'un joueur de nationalité brésilienne, Andressa Alves da Silva, du FC Barcelona à l'AS Roma. Ferjani Sassi, géré par Sundas, participe à la Coupe du monde 2018 avec l'équipe de Tunisie,,.
En 2018, Sundas annonce qu'il est en discussion avec Pep Segura, le directeur général du FC Barcelone, pour faire venir Lionel Messi en Italie pour jouer en Série A,.